# Węgry w Formule 1
Węgry nie mają bogatych tradycji w Formule 1 mimo faktu, że Węgier Ferenc Szisz był zwycięzcą pierwszego międzynarodowego wyścigu Grand Prix – Grand Prix Francji 1906. W Formule 1 ścigał się jeden węgierski kierowca – Zsolt Baumgartner, ponadto od 1986 roku organizowane jest Grand Prix Węgier Formuły 1.

## Kierowcy
Pierwszym Węgrem, który testował samochód Formuły 1, był Csaba Kesjár. Urodzony w 1962 roku Kesjár po sukcesach w krajowym kartingu w latach 1982–1985 zdobywał mistrzostwo Formuły Easter, a rok później był mistrzem Austriackiej Formuły Ford. W latach 1987–1988 ścigał się w Niemieckiej Formule 3. Po Grand Prix Węgier 1987 testował samochód Zakspeed Formuły 1. W 1988 roku zginął w wyścigu Niemieckiej Formuły 3 na torze Norisring.

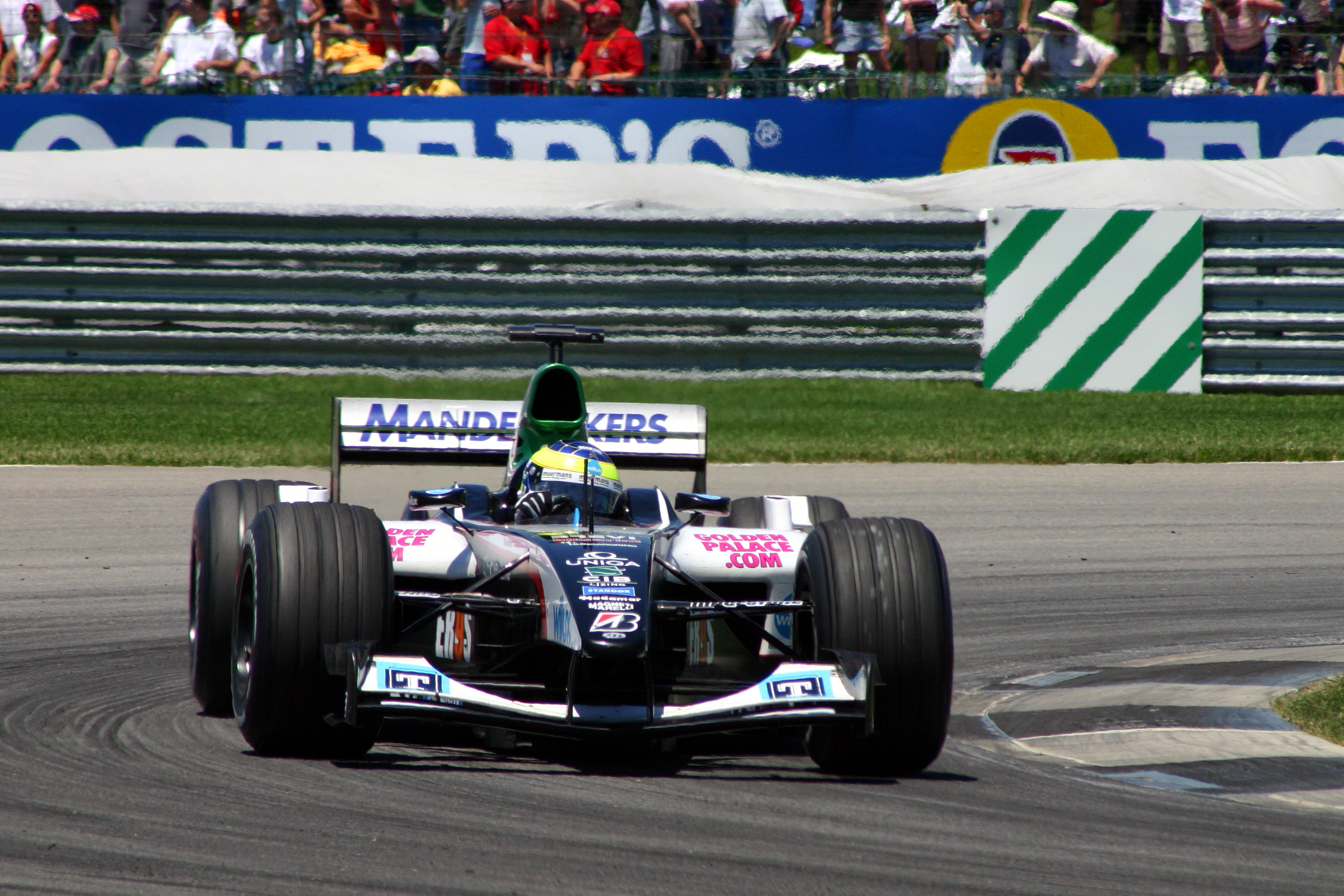
Zsolt Baumgartner podczas Grand Prix USA 2004

Pierwszym i jedynym Węgrem ścigającym się w Formule 1 był Zsolt Baumgartner. Baumgartner urodził się w 1981 roku. W latach 1997–1999 ścigał się w Formule Renault, zaś w sezonach 2000–2001 – w Niemieckiej Formule 3. W latach 2001–2003 rywalizował bez sukcesów w Międzynarodowej Formule 3000. W 2002 roku w okresie Grand Prix Węgier odbył pierwsze jazdy samochodem Formuły 1. W 2003 roku, dzięki wsparciu sponsorów, został testowym kierowcą zespołu Formuły 1, Jordan. W trakcie sezonu zadebiutował w Formule 1, kiedy to zastąpił kontuzjowanego Ralpha Firmana w Grand Prix Węgier i Grand Prix Włoch. W 2004 roku został kierowcą Minardi i zdobył jedyny punkt dla tego zespołu w sezonie 2004, kiedy to zajął ósme miejsce w Grand Prix Stanów Zjednoczonych. Po 2004 roku nie ścigał się już w Formule 1.

## Grand Prix Węgier

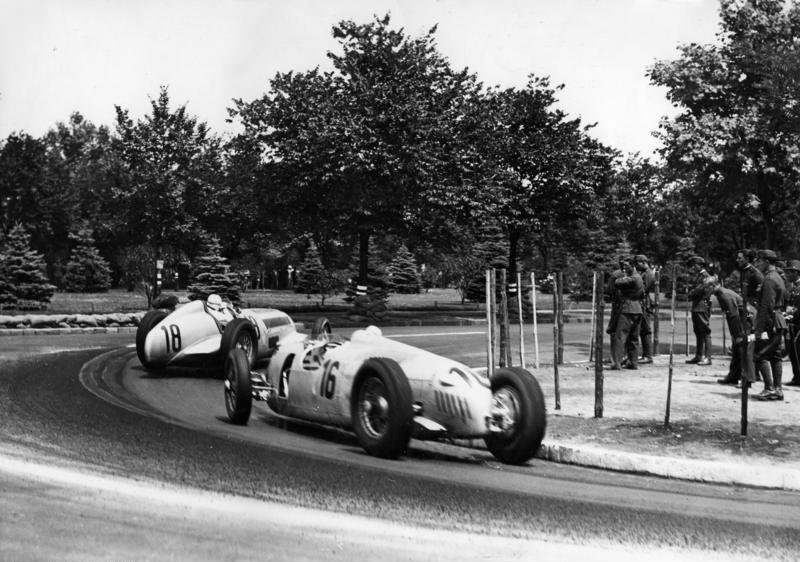
Grand Prix Węgier 1936

W 1936 roku w Népliget w Budapeszcie zorganizowano wyścig cyklu Grand Prix. Wygrał go Tazio Nuvolari w Alfie Romeo. Wskutek strat poniesionych przez Węgry w trakcie II wojny światowej kraj ten przez długi czas nie organizował żadnych międzynarodowych imprez motorsportowych. Na początku lat 60. przez trzy lata na lotnisku Ferihegy odbywały się wyścigi Formuły Junior, a w latach 1964 oraz 1967 Népliget organizował wyścigi serii European Touring Car Championship.

Hungaroring

Na początku lat 80. szef Formuły 1, Bernie Ecclestone, wyraził chęć zorganizowania wyścigu Formuły 1 „za żelazną kurtyną”. Początkowo Ecclestone planował nakłonić ZSRR na organizację wyścigu w Moskwie, ale w 1983 roku rozmowy zakończyły się fiaskiem. Nakłoniony przez Tamása Rohonyiego, Ecclestone latem 1983 roku odwiedził Budapeszt i wyraził zainteresowanie, widząc także, że pomysł organizacji wyścigu jest popierany przez Tibora Balogha, przewodniczącego Magyar Autóklub. Próbując znaleźć możliwe umiejscowienie toru, rząd Węgier rozważył możliwość stworzenia toru ulicznego, stwierdzono jednak, że lepszym rozwiązaniem byłaby budowa nowego toru 19 km od Budapesztu, blisko nowo wybudowanej autostrady łączącej Budapeszt z Miszkolcem. Za projekt toru odpowiedzialny był István Papp.
W lutym 1985 roku powołano konsorcjum Forma 1-GT, odpowiedzialne za budowę toru. Obiekt został zbudowany w siedem miesięcy i otwarty w czerwcu 1986 roku. Pierwszy wyścig na Hungaroringu odbył się w sierpniu tego samego roku i przyciągnął 200 000 widzów. Inauguracyjny wyścig wygrał Nelson Piquet w Williamsie. Mimo faktu, że tor jest trudny technicznie, przez co wyprzedzanie na nim jest utrudnione, Nigel Mansell w 1989 roku wygrał wyścig, startując z dwunastego miejsca.
Wyścig ze względu na dogodną porę oraz lokalizację cieszy się dużą popularnością.

### Zwycięzcy Grand Prix Węgier
Na różowym tle eliminacje niewliczane do Mistrzostw Świata Formuły 1.

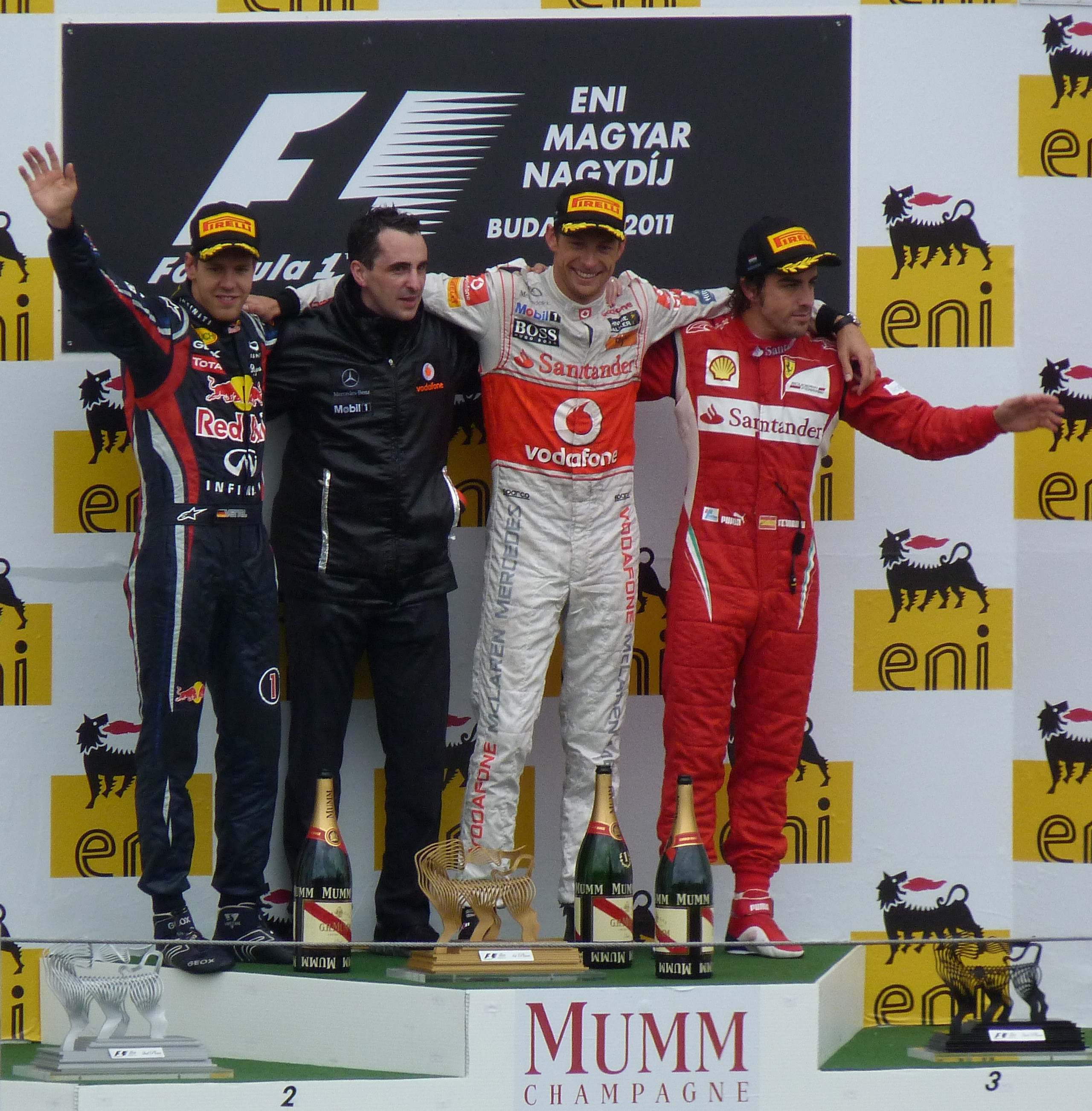
Podium Grand Prix Węgier 2011

| Sezon | Kierowca           | Konstruktor      | Tor         | Wyniki |
| ----- | ------------------ | ---------------- | ----------- | ------ |
| 2019  | Lewis Hamilton     | Mercedes         | Hungaroring | Wyniki |
| 2018  | Lewis Hamilton     | Mercedes         | Hungaroring | Wyniki |
| 2017  | Sebastian Vettel   | Ferrari          | Hungaroring | Wyniki |
| 2016  | Lewis Hamilton     | Mercedes         | Hungaroring | Wyniki |
| 2015  | Sebastian Vettel   | Ferrari          | Hungaroring | Wyniki |
| 2014  | Daniel Ricciardo   | Red Bull-Renault | Hungaroring | Wyniki |
| 2013  | Lewis Hamilton     | Mercedes         | Hungaroring | Wyniki |
| 2012  | Lewis Hamilton     | McLaren-Mercedes | Hungaroring | Wyniki |
| 2011  | Jenson Button      | McLaren-Mercedes | Hungaroring | Wyniki |
| 2010  | Mark Webber        | Red Bull-Renault | Hungaroring | Wyniki |
| 2009  | Lewis Hamilton     | McLaren-Mercedes | Hungaroring | Wyniki |
| 2008  | Heikki Kovalainen  | McLaren-Mercedes | Hungaroring | Wyniki |
| 2007  | Lewis Hamilton     | McLaren-Mercedes | Hungaroring | Wyniki |
| 2006  | Jenson Button      | Honda            | Hungaroring | Wyniki |
| 2005  | Kimi Räikkönen     | McLaren-Mercedes | Hungaroring | Wyniki |
| 2004  | Michael Schumacher | Ferrari          | Hungaroring | Wyniki |
| 2003  | Fernando Alonso    | Renault          | Hungaroring | Wyniki |
| 2002  | Rubens Barrichello | Ferrari          | Hungaroring | Wyniki |
| 2001  | Michael Schumacher | Ferrari          | Hungaroring | Wyniki |
| 2000  | Mika Häkkinen      | McLaren-Mercedes | Hungaroring | Wyniki |
| 1999  | Mika Häkkinen      | McLaren-Mercedes | Hungaroring | Wyniki |
| 1998  | Michael Schumacher | Ferrari          | Hungaroring | Wyniki |
| 1997  | Jacques Villeneuve | Williams-Renault | Hungaroring | Wyniki |
| 1996  | Jacques Villeneuve | Williams-Renault | Hungaroring | Wyniki |
| 1995  | Damon Hill         | Williams-Renault | Hungaroring | Wyniki |
| 1994  | Michael Schumacher | Benetton-Ford    | Hungaroring | Wyniki |
| 1993  | Damon Hill         | Williams-Renault | Hungaroring | Wyniki |
| 1992  | Ayrton Senna       | McLaren-Honda    | Hungaroring | Wyniki |
| 1991  | Ayrton Senna       | McLaren-Honda    | Hungaroring | Wyniki |
| 1990  | Thierry Boutsen    | Williams-Renault | Hungaroring | Wyniki |
| 1989  | Nigel Mansell      | Ferrari          | Hungaroring | Wyniki |
| 1988  | Ayrton Senna       | McLaren-Honda    | Hungaroring | Wyniki |
| 1987  | Nelson Piquet      | Williams-Honda   | Hungaroring | Wyniki |
| 1986  | Nelson Piquet      | Williams-Honda   | Hungaroring | Wyniki |
| 1936  | Tazio Nuvolari     | Alfa Romeo       | Népliget    | Wyniki |